# E Street Band
The E Street Band es un grupo musical estadounidense de rock, principalmente conocido por su trabajo como banda de apoyo del músico Bruce Springsteen. Además de colaborar con Springsteen desde su debut discográfico en 1973 con Greetings from Asbury Park, N.J., la E Street Band ha grabado de forma individual, o como banda con un amplio número de artistas como Bob Dylan, Meat Loaf, Neil Young, Lou Reed, Bonnie Tyler, Dire Straits, David Bowie, Peter Gabriel, Stevie Nicks, Tom Morello, Ian Hunter, Ringo Starr, Ray Davies, Ronnie Spector, Southside Johnny, Grateful Dead, Carlos Santana, Lucinda Williams, Emmylou Harris, Lady Gaga y Aretha Franklin, entre otros.
Además de su trabajo con Springsteen, sus miembros han emprendido respectivas carreras en solitario como músicos de sesión, productores musicales, compositores, actores u otros roles en el mundo del espectáculo. Del conjunto de miembros, los más conocidos en solitario son Steven Van Zandt, que además de cantante y locutor de radio en su programa Little Steven's Underground Garage interpretó el papel de "Silvio Dante" en la serie de televisión The Sopranos entre 1999 y 2007, y Max Weinberg, por su trabajo como líder de la banda del programa de televisión Late Night with Conan O'Brien entre 1993 y 2010.

## Miembros
La E Street Band fue formada en octubre de 1972, aunque su último nombre no lo tuvo hasta septiembre de 1974. Durante su carrera, Springsteen había formado otras bandas de apoyo, pero la E Street Band ha estado junta aproximadamente durante las cuatro últimas décadas.
La formación original incluyó a Garry Tallent, Clarence Clemons, Danny Federici, Vini Lopez y David Sancious. La banda obtuvo su nombre de la calle en Belmar (Nueva Jersey) donde residía la madre de Sancious, situada en el número 1107, y en cuyo garaje solían ensayar. El debut discográfico de Springsteen con la E Street Band, Greetings from Asbury Park, N.J., tuvo lugar en 1972, y la primera gira nacional comenzó en octubre del mismo año. Sancious, a pesar de que tocó en el álbum, no salió de gira y no fue hasta junio de 1973 cuando comenzó a aparecer frecuentemente en el escenario con el grupo. 

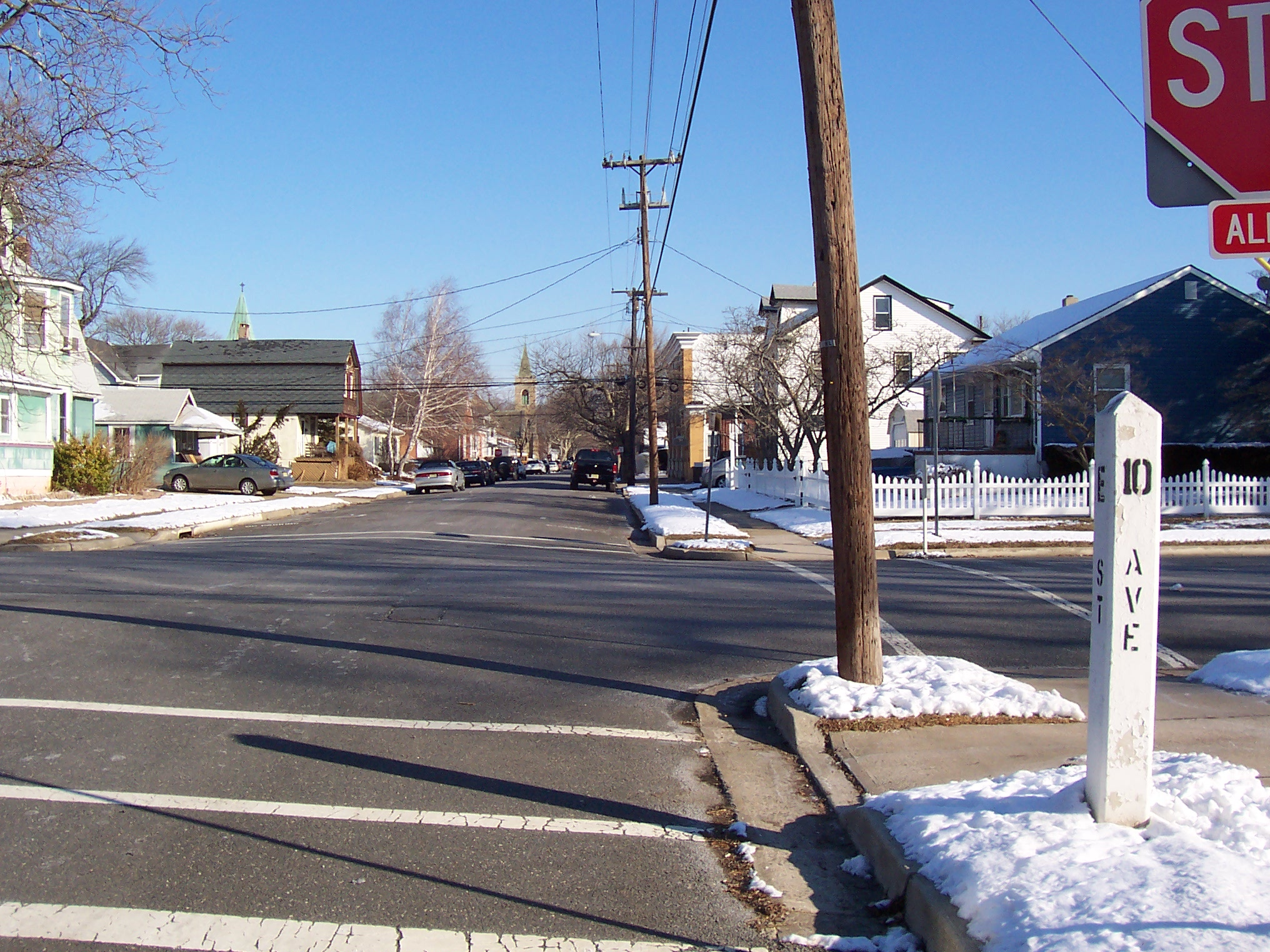
Intersección de la E Street con la 10th Avenue en Belmar (Nueva Jersey).

En febrero de 1974, el baterista Lopez fue reemplazado brevemente por Ernest Carter. Pocos meses después, en agosto de 1974, Sancious y Carter dejaron el grupo para formar Tone, su propia banda de jazz fusion, y fueron reemplazados respectivamente por Roy Bittan en los teclados y por Max Weinberg en la batería. La violinista Suki Lahav se unió brevemente como miembro del grupo antes de abandonarlo en marzo de 1975 para emigrar a Israel, donde obtuvo éxito como compositora y novelista. Por su parte, Steve Van Zandt, asociado durante años a Springsteen, se unió oficialmente al grupo en julio de 1975.
La formación se mantuvo estable hasta comienzos de la década de 1980, cuando Van Zandt abandonó el grupo para emprender una carrera como solista, un cambio que fue anunciado en 1984. Van Zandt, que volvió a unirse al grupo en 1995, fue reemplazado por Nils Lofgren, al mismo momento en el que se incorporó la posterior esposa de Springsteen, Patti Scialfa.
En 2002, el grupo incluyó a la violinista Soozie Tyrell, que había trabajado previamente con Springsteen a comienzos de la década de 1990. Su vínculo con la E Street Band no ha sido del todo claro, dado que en algunos comunicados de prensa de Shore Fire Media se la denomina como «artista invitada», mientras que en las notas de We Shall Overcome: The Seeger Sessions aparece como «violinista con la E Street Band» y en otros comunicados no la mencionan.
Tras la muerte de Clemons en 2011, la E Street Band se vio aumentada por una sección de vientos ocasionalmente llamada The Miami Horns que incluye a Jake Clemons, Richie Rosenberg y Mark Pender, entre otros.

## Historia

### Orígenes musicales (1970–1973)
Los miembros de la E Street Band comenzaron a tocar en la escena musical de Asbury Park a finales de la década de 1960, con figuras prominentes como Bruce Springsteen y Southside Johnny. Clemons, Federici, Lopez, Sancious, Tallent y Van Zandt tocaron en diferentes bandas, tanto con o sin Springsteen, como Little Melvin & The Invaders, The Downtown Tangiers Band, The Jaywalkers, Moment of Truth, Glory Road, Child, Steel Mill, Dr. Zoom & The Sonic Boom y the Sundance Blues Band. En 1972, después de que Springsteen firmara un contrato discográfico con Columbia Records, seleccionó a varios amigos de la escena musical de Jersey Shore para grabar su primer disco, Greetings from Asbury Park, N.J., publicado en 1972. Apenas un año después, el grupo había grabado otro álbum con Springsteen, The Wild, the Innocent & the E Street Shuffle. 

### DeBorn to RunaTunnel of Love(1975–1984)

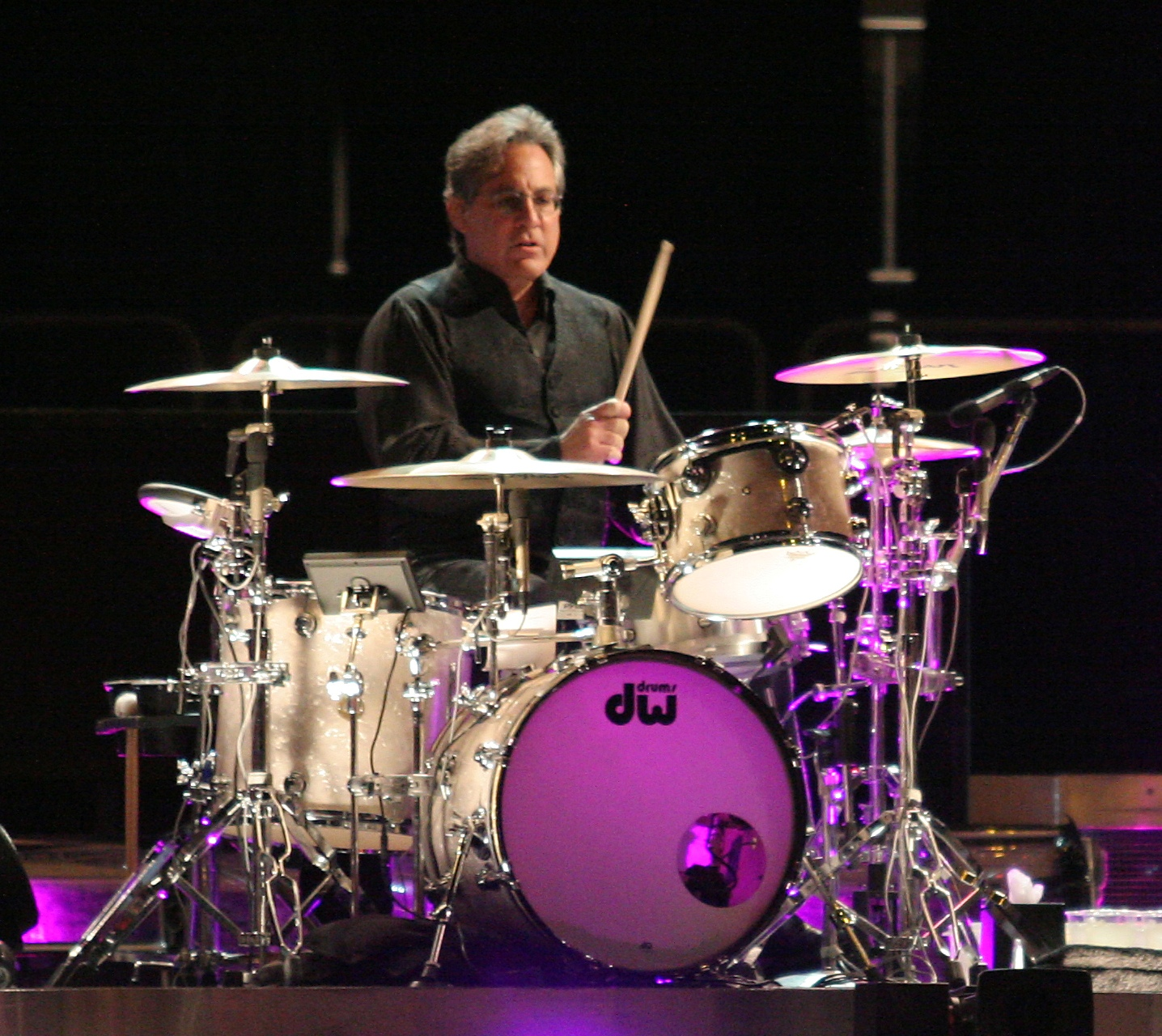
Max Weinberg en un concierto en 2009.

La E Street Band estableció su reputación como músicos de sesión durante la década de 1970 al contribuir a los álbumes más exitosos de Springsteen: Born to Run, Darkness on the Edge of Town, The River y Born in the U.S.A.. Sin embargo, a diferencia de otras bandas de respaldo como The Heartbreakers o Silver Bullet Band, la E Street Band nunca recibió acreditación como entidad musical en un álbum de estudio de Springsteen, atribuidos únicamente al músico, y solo eran nombrados sus miembros de forma individual. Aunque la banda tocó en la mayoría o en la totalidad de estos discos, los álbumes eran acreditados al nombre de Bruce Springsteen. De hecho, la E Street Band ni siquiera se menciona en ninguno de los discos hasta The River y Born in the U.S.A.. Solo en álbumes posteriores como Tunnel of Love y Greatest Hits aparece el nombre del grupo y de sus componentes.
No obstante, las interpretaciones en directo eran diferentes, dado que los conciertos eran etiquetados como «Bruce Springsteen & the E Street Band». Además, en cada concierto, Springsteen extendía una canción, generalmente «Rosalita» entre 1974 y 1984, para presentar a cada miembro del grupo, todos ellos asociados con algún apodo ("Professor" Roy Bittan, "Miami" Steve Van Zandt, "Phantom" Dan Federici, "Mighty" Max Weinberg, "Big Man" Clarence Clemons y Garry "W." Tallent). Además, Springsteen solía dividir los ingresos de los conciertos de forma equitativa para los miembros del grupo, una práctica poco común para una banda de apoyo en la industria musical. El primer álbum acreditado conjuntamente a Springsteen y la E Street Band fue la caja Live/1975-85. Posteriores publicaciones en disco y DVD con conciertos en directo, tales como Live in New York City, fueron también acreditados al grupo.

### Con Southside Johnny, Ronnie Spector y Gary U.S. Bonds (1985–1988)

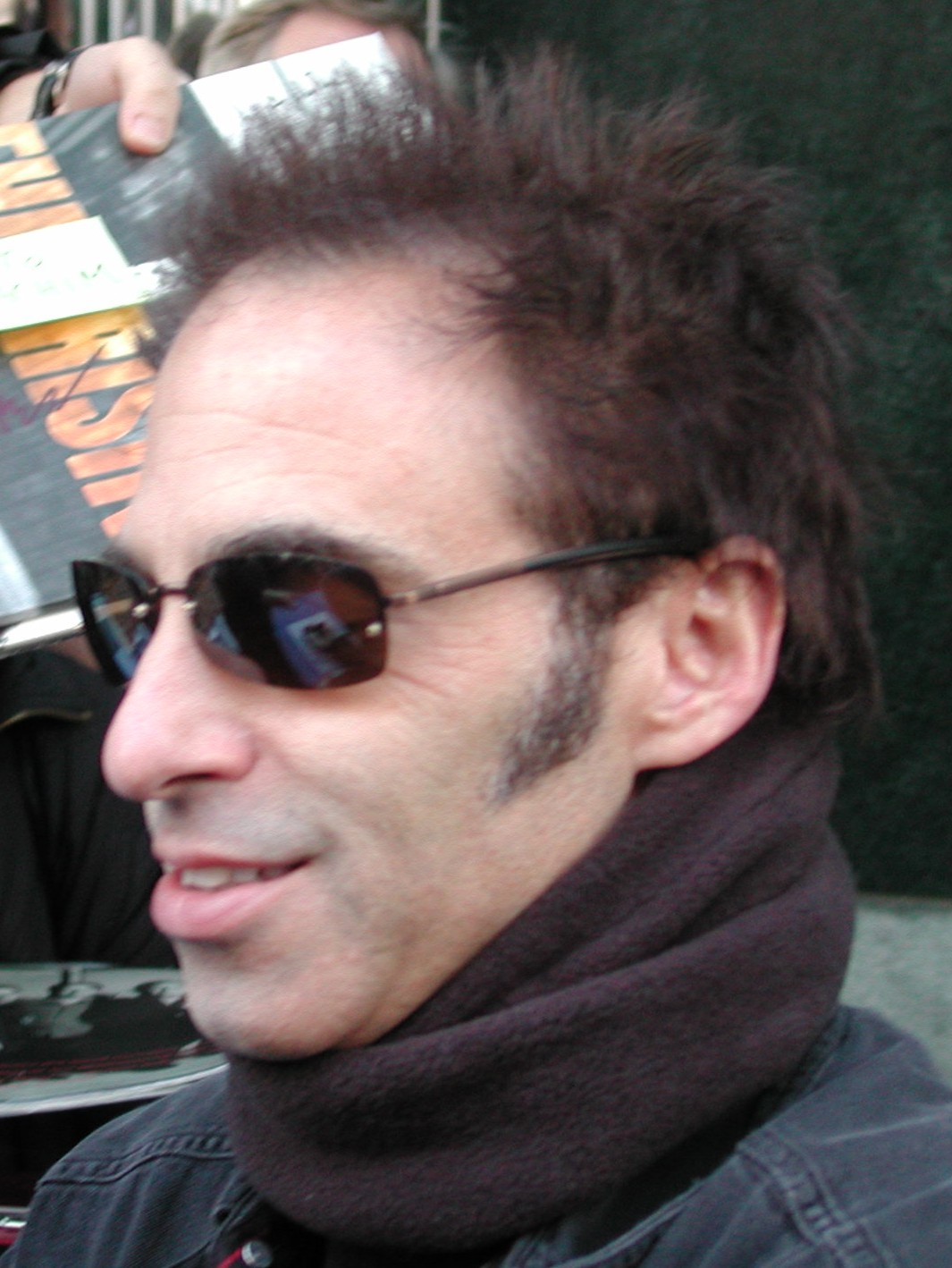
Nils Lofgren en 2002.

Durante la época de consolidación de Springsteen, Steve Van Zandt salió del grupo para trabajar como compositor y productor musical. Además de ayudar a Springsteen como productor de varios de sus álbumes, trabajo con Southside Johnny en el grupo The Asbury Jukes, así como con Ronnie Spector y Gary U.S. Bonds, antes de lanzar su carrera en solitario como Little Steven. 
Además, varios miembros o el grupo al completo participaron en proyectos paralelos a la carrera de Springsteen. En 1977, grabaron un sencillo con Ronnie Spector que incluyó una versión del tema de Billy Joel «Say Goodbye to Hollywood», así como un tema de Van Zandt, «Baby Please Don't Go». Dicho sencillo supuso la primera publicación en la que el grupo fue oficialmente acreditado por primera vez en su conjunto. En 1978, Weinberg y Tallent participaron en el álbum de Southside Johnny Hearts of Stone. 
A comienzos de la década de 1980, la E Street Band relanzó la carrera de Gary U.S. Bonds tras respaldarlo en la grabación de dos álbumes, Dedication y On the Line, producidos por Van Zandt. Cada álbum incluyó canciones de Springsteen y de Van Zandt, así como una versión del clásico cajún «Jole Blon». El éxito de ambos trabajos facilitó que Van Zandt obtuviera un contrato discográfico con EMI. Inicialmente sin una banda propia, trabajó con Clemons, Federici, Tallent y Weinberg para grabar Men Without Women, su álbum debut, acreditado a Little Steven & The Disciples of Soul.

### Ruptura y reunión (1989–1999)

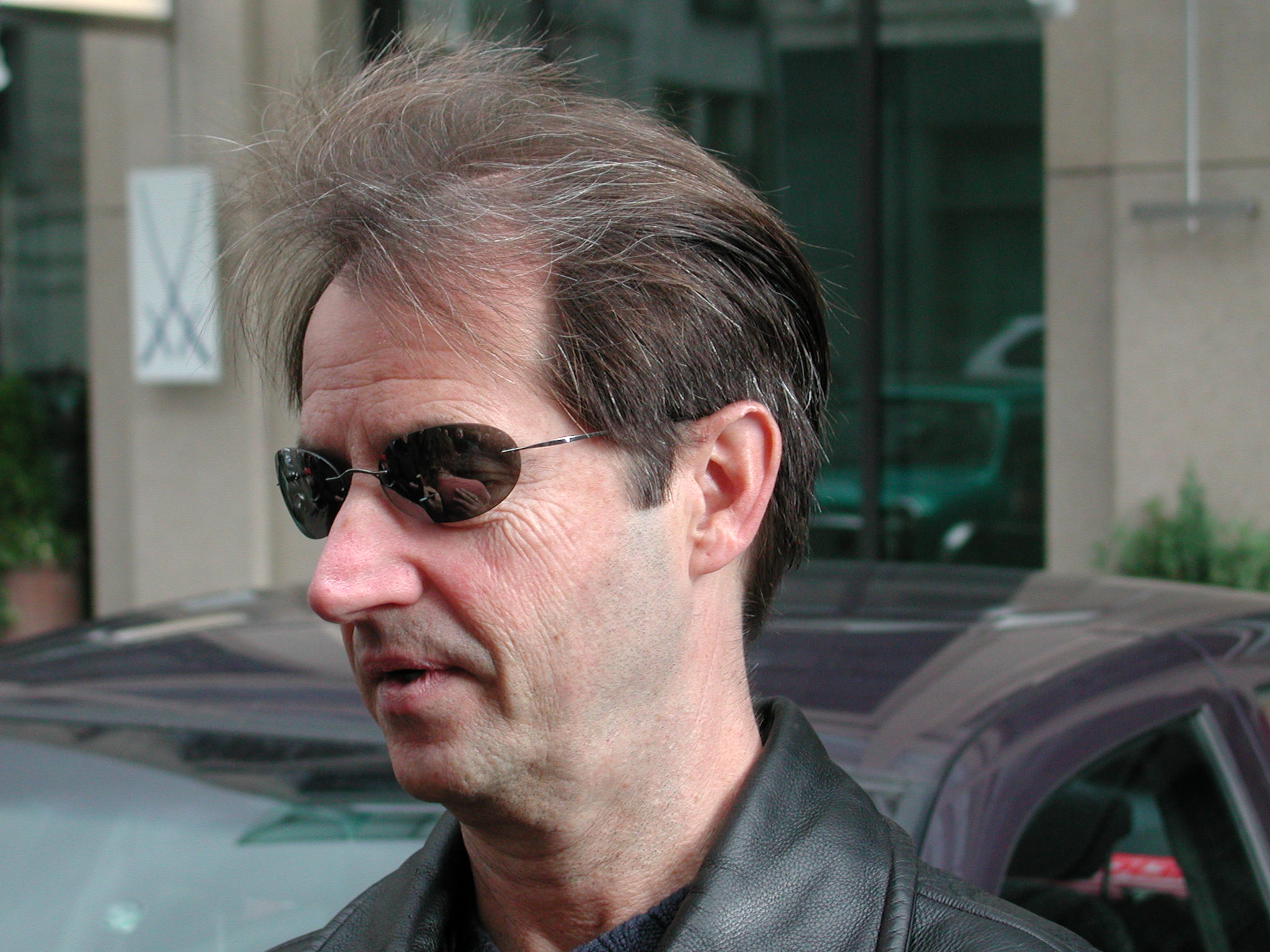
Garry Tallent, bajista y miembro fundador del grupo, en 2002.

En 1989, Springsteen informó a los miembros de la E Street Band que no iba a grabar con ellos en el futuro. Hasta entonces, había grabado en solitario Nebraska, un álbum de folk diametralmente opuesto al sonido de la E Street Band. Debido a ello, tras la gira Human Rights Now! Tour, los miembros del grupo comenzaron a desarrollar actividades en solitario. Tallent se trasladó a Nashville para trabajar como productor, Clemons viajó a Florida y Weinberg retomó brevemente sus estudios de abogacía y posteriormente formó el grupo Killer Joe, con quien grabó el álbum Scene of the Crime. En 1993, Weinberg se convirtió en el líder del grupo del programa de televisión Late Night with Conan O'Brien, donde se mantuvo hasta el fin del late night. Cuando O'Brien comenzó a presentar The Tonight Show en 2009, Weinberg retomó su papel como líderl del grupo, anteriormente llamado Max Weinberg 7 y desde entonces renombrado como Max Weinberg & The Tonight Show Band.
En 1992, la E Street Band y The Miami Horns respaldaron a Darlene Love en el sencillo «All Alone on Christmas», compuesto por Little Steven e incluido en la banda sonora de Home Alone 2: Lost in New York. A pesar del distanciamiento musical, Springsteen colaboró en varios proyectos en solitario de Lofgren y Clemons, y se unió a Weinberg, Tallent y Steven en el álbum de Southside Johnny Better Days en 1992.
A pesar de la ruptura de la E Street Band, Springsteen continuó asociado a varios miembros del grupo, especialmente con Roy Bittan, en la grabación de Human Touch y Lucky Town. El segundo incluyó también la aparición de David Sancious, uno de los fundadores de la E Street Band, así como Soozie Tyrell, posterior colaboradora de Springsteen. Además, contó con el respaldo de su mujer Patti Scialfa en los coros, y Little Steven produjo y tocó la guitarra en una remezcla del sencillo «57 Channels (And Nothin' On)». Sin embargo, la mayor parte de los músicos que tocaron en ambos discos fueron músicos de sesión. Además, el grupo no participó en la subsiquiente gira, aunque Bittan y Scialfa sí tocaron con Springsteen. Otro proyecto en solitario, The Ghost of Tom Joad, incluyó la colaboración de Federici, Tallent, Tyrell y Scialfa.

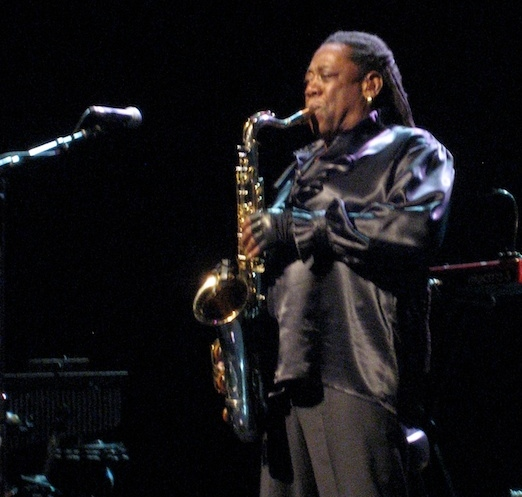
Clarence Clemons durante un concierto en 2009.

En 1995, Springsteen reunió brevemente al grupo para grabar cuatro nuevas canciones incluidas en el recopilatorio Greatest Hits. Finalmente, en 1999 Springsteen reunió a la E Street Band para salir de gira, la cual culminó en el documental y álbum Live in New York City. En 2002, Springsteen publicó The Rising, su primer álbum de estudio con la E Street Band en catorce años, y volvió a salir de gira con el grupo. Sin embargo, tras participar en la gira Vote for Change en 2004, Springsteen volvió a trabajar en varios proyectos paralelos a la E Street Band, aunque no especificó ninguna ruptura. Así, publicó Devils & Dust, un álbum folk en la línea de The Ghost of Tom Joad, y grabó We Shall Overcome: The Seeger Sessions, un disco con canciones tradicionales para el cual formó el grupo The Sessions Band, en el que incluyó a Scialfa y Tyrell. 
Tres años después de la gira Vote for Change, Springsteen grabó Magic en Atlanta (Georgia) siguiendo nuevos patrones de grabación según la disponibilidad de los miembros del grupo. Tras su lanzamiento en octubre de 2007, Springsteen volvió a salir de gira con la E Street Band. Sin embargo, antes de concluir la primera etapa de la gira, Danny Federici se vio obligado a ausentarse de la gira para tratar un melanoma, y fue reemplazado por Charles Giordano. Federici volvió a aparecer por última vez en el escenario el 20 de marzo de 2008, con breves apariciones en el concierto de Indianápolis. Apenas un mes después, el 17 de abril de 2008, Federici falleció.
En febrero de 2009, Springsteen y la E Street Band participaron en el intermedio de la Super Bowl XLIII en Tampa (Florida), coincidiendo con el lanzamiento de un nuevo disco de estudio, Working on a Dream. El concierto, que duró doce minutos, incluyó las canciones «Tenth Avenue Freeze-Out», «Born to Run», «Working on a Dream» y «Glory Days», y contó con la participación de The Miami Horns.
Durante varios conciertos de la gira de promoción de Working on a Dream, Jay Weinberg sustituyó a su padre Max a la batería, debido a obligaciones contractuales con el debut de Conan O'Brien como presentador de The Tonight Show. El 12 de junio de 2011, una vez finalizada la gira, Clarence Clemons sufrió un infarto, y seis días después, el 18 de junio, falleció a causa de complicaciones de la enfermedad con 69 años. A pesar de perder a dos miembros fundadores del grupo, Van Zandt escribió: «Seguiremos haciendo música y tocando. Seamos realistas, eso es todo lo que sabemos hacer. Pero será muy diferente sin él». El 11 de febrero de 2012, Springsteen anunció que Jake Clemons, sobrino de Clarence, le sustituiría en la E Street Band como nuevo saxofonista, completando la formación con una sección de vientos. La nueva formación, junto con la vocalista Michelle Moore, debutó en la gira Wrecking Ball Tour entre 2012 y 2013.

## Formación

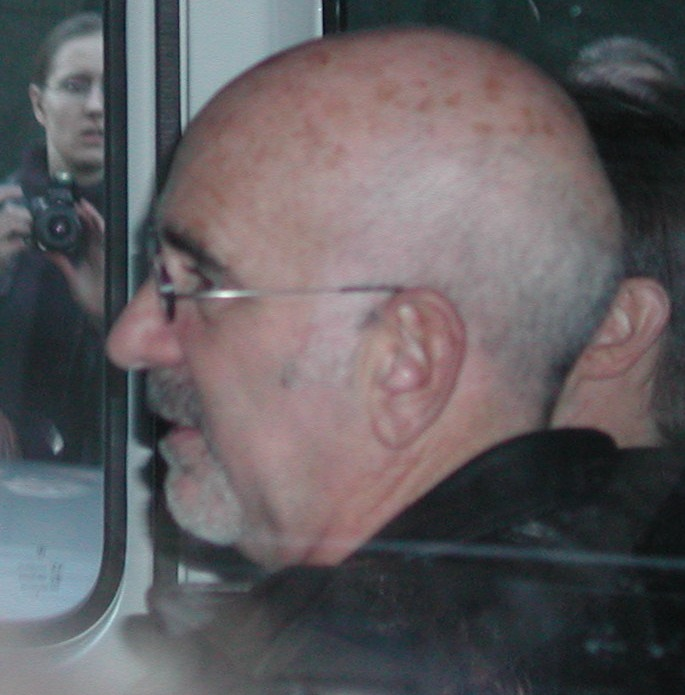
Roy Bittan en 2002.

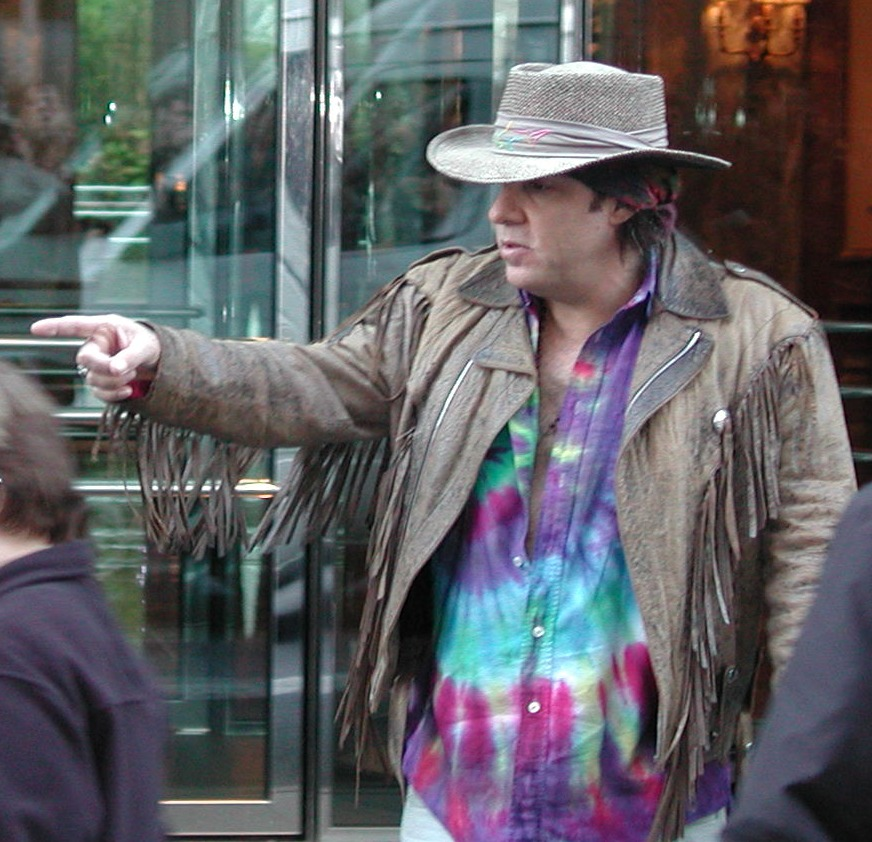
Steven van Zandt en 2002.

### Cronología
Touring members:

## Discografía
| Con Bruce Springsteen - 1973 - Greetings from Asbury Park, N.J. - 1973 - The Wild, the Innocent and the E Street Shuffle - 1975 - Born to Run - 1978 - Darkness on the Edge of Town - 1980 - The River - 1982 - Nebraska (álbum) - 1984 - Born in the U.S.A. - 1986 - Live/1975-85 - 1987 - Tunnel of Love - 1988 - Chimes of Freedom - 1995 - Greatest Hits - 1998 - Tracks - 1999 - 18 Tracks - 2001 - Live in New York City - 2002 - The Rising - 2006 - Hammersmith Odeon London '75 - 2007 - Magic - 2009 - Working on a Dream - 2010 - The Promise - 2012 - Wrecking Ball - 2014 - High Hopes | Con Gary U.S. Bonds - 1981 - Dedication - 1982 - On the Line Colaboraciones - 1977 - Say Goodbye To Hollywood con Ronnie Spector. - 1977 - Baby Please Don't Go con Ronnie Spector . - 1979 - No Nukes con MUSE (Musicians United for Safe Energy). - 1981 - In Harmony 2 - varios artistas - 1987 - A Very Special Christmas - varios artistas - 1988 - Folkways: A Vision Shared, tributo a Woody Guthrie y Leadbelly - varios artistas - 1992 - All Alone At Christmas - Darlene Love - 1996 - The Concert for the Rock & Roll Hall of Fame - varios artistas - 2004 - Enjoy Every Sandwich: The Songs Of Warren Zevon, tributo a Warren Zevon - varios artistas |

### Discografía con dos o más miembros de la banda
| Con Bruce Springsteen - 1992 - Human Touch - Bittan, Scialfa y Sancious. - 1992 - Lucky Town - Bittan, Scialfa y Tyrell. - 1993 - In Concert/MTV Plugged - Bittan y Scialfa. - 1995 - The Ghost of Tom Joad - Federici, Scialfa, Tallent y Tyrell. - 2005 - Devils & Dust - Federici, Scialfa y Tyrell. - 2006 - We Shall Overcome: The Seeger Sessions - Scialfa y Tyrell. Con Meat Loaf - 1977 - Bat Out Of Hell - Bittan y Weinberg. - 1981 - Dead Ringer - Bittan y Weinberg. Con Southside Johnny & The Asbury Jukes - 1978 - Hearts Of Stone - Springsteen y van Zandt. - 1992 - Better Days - Springsteen, Weinberg y van Zandt. Con Bonnie Tyler - 1983 - Faster Than The Speed Of Night - Weinberg. - 1986 - Secret Dreams and Forbidden Fire - Weinberg. | Colaboraciones - 1979 - You're Never Alone With A Schizophrenic con Ian Hunter - Bittan, Tallent y Weinberg. - 1980 - Making movies con Dire Straits - Bittan. - 1981 - Escape Artist con Garland Jeffreys - Federici. - 1981 - Bad For Good con Jim Steinman - 1982 - Men Without Women con Little Steven y The Disciples Of Soul - Clemons, Federici, Tallent, Weinberg y van Zandt - 1985 - Hero con Clarence Clemons - 1985 - Sun City con Artists United Against Apartheid - 1986 - We Got The Love con Jersey Artists For Mankind - 1986 - Save Love, Save Life con Jersey Artists For Mankind - 1990 - Ringo Starr and His All-Starr Band con Ringo Starr - 1990 - Silver Lining con Nils Lofgren - 1991 - Scene Of The Crime con Killer Joe - 1991 - The Bootleg Series Volumes 1-3 (Rare & Unreleased) 1961-1991 con Bob Dylan - 1993 - Rumble Doll con Patti Scialfa - 2003 - White Lies con Soozie Tyrell |